# اچ‌دی ۳۳۴۶۳
اچ‌دی ۳۳۴۶۳ یک ستاره است که در صورت فلکی ارابه‌ران قرار دارد.